# Станевци
 Тази статия е за селото в Северна Македония.  За селото в Сърбия вижте Станевце (община Прешево).  
Станевци или Станевце (на македонска литературна норма: Стањевци) e село в североизточната част на Северна Македония, част от община Свети Никола.

## География
Селото е разположено в североизточните склонове на Градищанската планина, северозападно от общинския център град Свети Никола.

## История
В началото на XX век Станевци е чисто българско село в Кумановска каза на Османската империя. През 1900 година според статистиката на Васил Кънчов („Македония. Етнография и статистика“) село Станьевци брои 266 жители, всички българи християни.
Всички християнски жители на селото са под върховенството на Българската екзархия. Според статистиката на секретаря на Българската екзархия Димитър Мишев („La Macédoine et sa Population Chrétienne“) в 1905 година християнското население на Станевци (Stanevtzi) се състои от 272 българи екзархисти и 12 цигани.
В 1910 година селото пострадва при обезоръжителната акция. През същата година в землището на селото са настанени мухаджири от Босна. Селото е разделено на две - Горно, християнско и Долно, мухаджирско. Мухаджирите упражняват натиск върху местните жители, заграбват имоти, изнасилват жени, извършват убийства. В 1912 година християнските жители решават да се изселят, но ВМОРО не им разрешава.
В 1912 година по време на Балканската война в селото влизат сръбски части и е установена сръбска власт. На 27 март 1913 година сръбският секретар на общината в Малино Данило Цекич изпраща писмо до поп Никола Иванов в Куманово с образец на молба до сръбския митрополит Викентий Скопски, в която селяните се обявяват за сърби:
| „ | Отче Никола, ти ще подпишеш това писмо, което ти изпращам, и след тебе ще трябва да го подпишат сопотските селяни, както и твоите енориаши: тръстеничани, пиесчани, станевчани, алканичени... За всяко село трябват двадесет подписа... Внимавай, кото тия, които ще подпишат да не избягат. | “ |

След Междусъюзническата война в 1913 година селото попада в Сърбия.
По време на българското управление на Вардарска Македония през Първата световна война Станевци е част от Павлешенска община в Светиниколска околия на Щипски окръг и има 253 жители.
На 7 февруари 1923 година чета на ВМРО от 10 души, начело със Стойчо Неманички, е открита от 100 жандармеристи в Станевци. Неманички започва тежко сражение, в което загиват 6 сръбски жандармеристи, начело с командира си Радован Брицо. Българските четници успяват да се измъкнат без жертви. Като наказание жандармерията арестува всички мъже в селото – 38 души. Седем от тях са убити по пътя към Свети Никола, а останалите са осъдени от 3 до 15 години.
На етническата си карта от 1927 година Леонард Шулце Йена показва Станевци (Stanjevci) като българско християнско село.

## Личности
Родени в Станевци
- Денко Банев, български революционер от ВМОРО, четник на Кръстю Лазаров[9]
- Никола Гьошев (? – 1924), деец на ВМРО, загинал в сражение със сръбска войска на 16 март 1924[10]
- Серафим Мицков, български революционер от ВМОРО, четник на Коце Алексиев[11]